# Argostemma fasciculata
Argostemma fasciculata är en måreväxtart som beskrevs av Sridith och Kai Larsen. Argostemma fasciculata ingår i släktet Argostemma och familjen måreväxter.
Artens utbredningsområde är Kambodja. Inga underarter finns listade i Catalogue of Life.